# Illa Bonaparte
Illa Bonaparte (Île Bonaparte) és el nom que va portar la moderna illa de la Reunió entre 1806 i 1810. L'Île de Saint Paul (1638-1649) havia estat rebatejada illa de Borbó, nom que va subsistir fins al 1793 quan se li va canviar a illa de la Reunió; però aquest nom fou canviat el 15 d'agot de 1806 a illa Bonaparte en honor de Napoleó Bonaparte. El nom fou efímer, ja que l'illa fou ocupada pels britànics entre el 7 i el 8 de juliol de 1810 i un mes després li van restaurar el seu antic nom prerevolucionari d'illa de Borbó (7 d'agost de 1810) que va persistir fins al 1848.

## Governadors
- 1806 - 1809 Nicolas Ernault de Regnac des Brulys
- 1809 - 1810 Jean Chrysostome Bruneteau de Sainte-Suzanne
- 1810 Henry Sheehy Keating (comandant de les forces britàniques)